# Tales of Terror
Tales of Terror (titulada: Historias de terror en España, Cuentos de terror en Argentina y Venezuela y Destinos fatales en México) es una película de terror estadounidense de 1962 dirigida por Roger Corman y producida por American International Pictures. Fue protagonizada por Vincent Price, Peter Lorre y Basil Rathbone. La trama está dividida en tres segmentos, los cuales se basan en relatos del escritor Edgar Allan Poe.

## Trama
La trama de la película está dividida en tres segmentos, cada uno de los cuales está basado en relatos de Edgar Allan Poe: el primero en Morella, el segundo en El gato negro y elementos de El barril de amontillado, y el tercero en La verdad sobre el caso del señor Valdemar. Los segmentos son unidos entre sí por secuencias narradas por Vincent Price, quien además actúa en las tres historias.

### Morella
Cuando Lenora Locke (Maggie Pierce) viaja desde Boston a reunirse con su padre (Vincent Price) en su mansión destartalada y llena de telarañas, lo encuentra ebrio y deprimido. Él niega su compañía, insistiendo en que ella fue la culpable de que muriera su madre, Morella (Leona Gage), unos meses después de que Lenora naciera. Lenora descubre entonces el cadáver de su madre en estado momificado en una cama de la casa. Lenora no puede volver a Boston y se queda a cuidar a su padre, cuyos sentimientos hacia ella se suavizan.
Una noche, el espíritu de Morella se levanta y estrangula a Lenora, en venganza por su muerte. El cuerpo de Morella resucita entonces, y recupera la belleza que tenía mientras estaba viva. A cambio de eso, el cuerpo de Lenora entra en descomposición, y yace en la misma cama donde estaba el de Morella. Morella estrangula a su horrorizado marido mientras un incendio consume la casa. Tras esto, Morella y Lenora retornan a sus cuerpos originales, y Lenora sonríe mientras yace junto a su padre muerto.

### El gato negro
Esta sección de la película es una combinación de dos cuentos de Poe, "El gato negro" y "El barril de amontillado", y además es altamente cómica, tan hilarante que eclipsa casi completamente su carácter terrorífico. Montresor Herringbone (Peter Lorre) es un bebedor empedernido que trata con desprecio a su joven, bella y rubia esposa Annabelle (Joyce Jameson), y odia al gato negro de ella. Una noche, mientras camina tambaleándose sumamente borracho en un paseo por la ciudad, Montresor encuentra un evento de cata de vinos, entra y desafía al catador más importante del mundo, Fortunato Luchresi (Vincent Price), a que se mida con él como catador. Montresor se embriaga mucho más de lo que estaba y Fortunato lo ayuda a ir a su casa; allí conoce a Annabelle. El tiempo pasa, Annabelle y Fortunato se enamoran y comienzan una relación. Al enterarse, Montresor mata a Annabelle y duerme a Fortunato con vino, los encadena en un rincón del sótano de su casa y levanta una pared para esconder sus cuerpos. Las autoridades sospechan del hombre, ya que gastó una gran cantidad de dinero en un bar y dos policías (John Hackett y Weinrib Lennie) visitan la casa para investigar. Al oír unos sonidos detrás de una pared del sótano, los policías la derriban y descubren a los amantes muertos, junto al gato negro de Annabelle, que está vivo y había quedado atrapado allí sin que Montresor se diera cuenta.

### La verdad sobre el caso del señor Valdemar
Aquejado de una enfermedad dolorosa, el señor Valdemar (Vincent Price) emplea a un hipnotizador y mesmerista, el señor Carmichael (Basil Rathbone), para aliviar su sufrimiento poniéndolo en diversos trances. El señor Valdemar le pide a su médico, el joven doctor James (David Frankham), que después de su muerte se case con su joven y bella esposa Helene Valdemar (Debra Paget), sin saber que Carmichael también la desea. Justo antes de su muerte, Valdemar pide a Carmichael que lo mesmerice, lo que provoca que su mente quede entre el mundo de los vivos y los muertos. Valdemar pide a Carmichael que lo deje morir para liberar su alma, pero el hipnotizador se niega. Los meses pasan y el cuerpo putrefacto de Valdemar permanece en su cama bajo el control completo de Carmichael, y su alma no puede salir de su cuerpo. Carmichael trata de forzar a Helene a que acceda a casarse con él, y cuando ella se niega, él la ataca. Entonces, el cuerpo de Valdemar se levanta de la cama y, conforme se va transformando en una masa putrefacta, se aproxima lentamente a Carmichael, quien termina muerto debajo de los restos de Valdemar. Helene es rescatada por el doctor James, y ambos salen horrorizados de la habitación.

## Reparto
- Vincent Price como Locke, Fortunato Luchresi y Valdemar.
- Maggie Pierce como Lenora Locke.
- Leona Gage como Morella Locke.
- Edmund Cobb como el cochero.
- Peter Lorre como Montresor Herringbone.
- Joyce Jameson como Annabel Herringbone.
- Debra Paget como Helene Valdemar.
- Basil Rathbone como el señor Carmichael.
- David Frankham como el doctor James.

## Producción

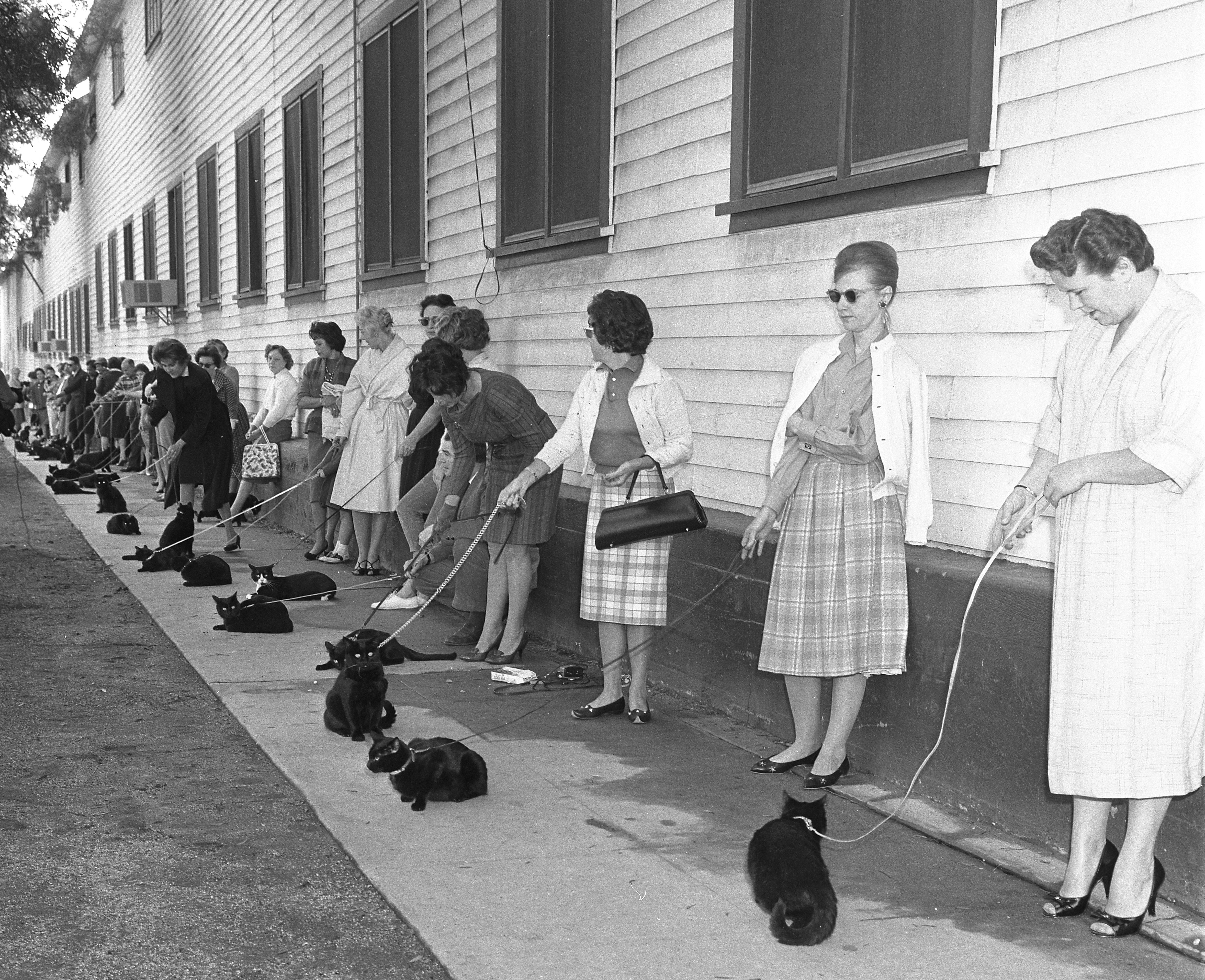
Proceso de selección del gato negro que aparece en el segundo segmento de la película

Tales of Terror es el cuarto filme de una serie de películas producidas por American International Pictures basadas en la obra del escritor Edgar Allan Poe. Las películas fueron producidas aprovechando el éxito de la primera cinta de la serie, La caída de la casa Usher (1960), que también fue dirigida por Roger Corman. Según palabras de Corman:

Yo estaba un poco cansado de las películas de Poe en aquel momento [...] pero AIP sintió que debía continuar. Estaba agotado. Con Tales of Terror intentamos hacer algo un poco diferente. El guion era en realidad una serie de aterradoras secuencias dramáticas inspiradas en varios cuentos de Poe. Para hacer las cosas un poco distintas, decidimos introducir humor en una de ellas.

El rodaje de la cinta duró tres semanas, y se asignó una semana a cada segmento. En el primer segmento, Morella, el director reutilizó algunos decorados de la película La caída de la casa Usher, así como algunas secuencias filmadas para el clímax de ésta.

## Recepción
Tales of Terror recibió comentarios diversos por parte de la crítica cinematográfica. La película posee un 67% de comentarios positivos en el sitio web Rotten Tomatoes, basado en un total de 12 reseñas. La revista Time Out se refirió a la película como «elegante y divertida, pero el formato de relato corto priva a Corman del ritmo majestuoso, melancólico, que distingue a su mejor trabajo en el ciclo». The New York Times dijo que se trataba de «una adaptación boba, absurda y de baja calidad».

## Otras películas
Tales of Terror es la cuarta de las siete adaptaciones de cuentos de Edgar Allan Poe dirigidas por Roger Corman entre 1960 y 1964. Las otras fueron:
1. La caída de la casa Usher (1960)
2. Pit and the Pendulum (1961)
3. La obsesión (1962)
4. El cuervo (1963)
5. The Haunted Palace (1963)
6. The Masque of the Red Death (1964)
7. La tumba de Ligeia (1964)